# Hydroélectricité en Éthiopie
L'hydroélectricité en Éthiopie joue un rôle primordial : non seulement elle fournit 96,7 % de l'électricité du pays en 2022, mais elle lui apporte des recettes croissantes grâce aux exportations d'électricité vers les pays voisins : 10,4 % de sa production en 2022.
L’Éthiopie est en 2024 le 1er producteur africain d'hydroélectricité, avec 12 % du total africain, et cette production progresse rapidement grâce à la construction de nombreux barrages sur l'Omo et le Nil ainsi que leurs affluents tels que le Nil bleu et le Nil blanc et d'autres cours d'eau moins importants. Le projet le plus important est celui du barrage de la Renaissance (5 150 MW), qui suscite une vive opposition des pays situés en aval : Soudan et Égypte ; il a commencé à produire de l'électricité en 2022 grâce à la mise en service de deux unités de 375 MW chacune, et deux autres ont commencé à produire en 2024. L’Éthiopie se situait au 1er rang africain à la fin 2024 pour la puissance installée de ses centrales hydroélectriques, avec 12,7 % du total africain et 0,4 % du total mondial.

## Potentiel hydroélectrique
Le potentiel hydroélectrique exploitable de l’Éthiopie est considérable : l'Association internationale de l'hydroélectricité (IHA) l'évalue à 30 GW, concentré pour l'essentiel sur les deux principaux cours d'eau : le Nil Bleu et l'Omo, qui descendent du haut plateau central.

## Production hydroélectrique
Selon l'International Hydropower Association, la production hydroélectrique éthiopienne s'est élevée à 20 TWh en 2024, soit 12 % du total africain et 0,4 % du total mondial, au 1er rang africain, devant le Mozambique (18 TWh).
L'hydroélectricité a produit 16,77 TWh en 2022, soit 96,7 % de la production d'électricité du pays, dont 10,4 % ont été exportés.
| Année | Production (Gwh) | Variation (%) |
| 1990  | 1 062            |               |
| 2000  | 1 646            |               |
| 2010  | 4 931            |               |
| 2011  | 6 262            | +27 %         |
| 2012  | 7 388            | +18 %         |
| 2013  | 8 338            | +13 %         |
| 2014  | 9 013            | +8,1 %        |
| 2015  | 9 674            | +7,3 %        |
| 2016  | 11 753           | +21,5 %       |
| 2017  | 12 681           | +7,9 %        |
| 2018  | 13 655           | +7,7 %        |
| 2019  | 14 403           | +5,5 %        |
| 2020  | 14 942           | +3,7 %        |
| 2021  | 14 882           | -0,4 %        |
| 2022  | 16 770           | +12,7 %       |

La production hydroélectrique s'est élevée à 14 TWh en 2022, soit 9,3 % du total africain et 0,3 % du total mondial, au 3e rang africain, derrière la RDC (15 TWh) et la Zambie (15 TWh), ex-æquo avec l'Égypte et le Mozambique.
En 2021, les centrales hydroélectriques éthiopiennes produisaient 9,6 % du total africain, au 3e rang africain, derrière le Mozambique et la Zambie. En 2018, elles produisaient 7 % du total africain et 0,2 % du total mondial, au 5e rang africain, derrière le Mozambique, la Zambie, l'Angola et l'Égypte.

## Puissance installée
La puissance installée des centrales hydroélectriques éthiopiennes s'élevait à 6 024 MW à la fin 2024, soit 12,7 % du total africain et 0,4 % du total mondial ; l’Éthiopie se situe au 1er rang africain, devant l'Angola (3 890 MW), l'Afrique du sud (3 600 MW), la République démocratique du Congo  (3 216 MW) et la Zambie (3 164 MW). En 2024, l’Éthiopie s'est classée au 3e rang mondial pour la puissance des centrales mises en service dans l'année : 1 200 MW, grâce en particulier à la mise en service des troisième et quatrième unités du Barrage de la Renaissance, ajoutant 800 MW au réseau ; la construction de la centrale est proche de son achèvement, qui portera sa puissance à 5 150 MW. Ethiopian Electric Power prépare trois autres projets majeurs avec l'aide de la Banque africaine de développement pour les études techniques : Genale Dawa 5 (100 MW), Geba étapes 1 et 2 (371 MW) et Halelle Werabesa étapes 1 et 2 (422 MW).
En 2022, l'Éthiopie a mis en service deux turbines du Barrage de la Renaissance, soit 750 MW ; la deuxième a commencé à produire en août. A son achèvement, il aura 13 turbines, soit 5 GW. 
Le Grand barrage de la renaissance éthiopienne, dont le remplissage a commencé en 2020 et devra durer 4 à 7 ans, sera la plus grande centrale hydroélectrique avec une puissance installée de 5 300 MW ; il a commencé à produire de l'électricité en février 2022 grâce à la mise en service de deux unités de 375 MW chacune.
En février 2020, la centrale Genale-Dawa III (254 MW) a été mise en service dans le cadre du projet de développement à buts multiples du bassin de Genale Dawa.
La puissance installée s'élevait à 3 822 MW à la fin 2018, soit 10,5 % du total africain et 0,3 % du total mondial ; l’Éthiopie se situait au 1er rang africain, devant l'Afrique du sud (3 595 MW), l'Angola (3 083 MW) et l'Égypte (2 876 MW).
Fin 2018, le Grand barrage de la renaissance éthiopienne (6 350 MW) est aux deux-tiers achevé. Le chantier ne s'achèvera au mieux qu'en 2022, avec cinq ans de retard sur la date initiale.
Les nouvelles capacités entrées en service en 2015 ont été de 374 MW, au 11e rang mondial et au 1er rang africain.

## Politique énergétique
L'Éthiopie s'est fixé l'objectif l'accession de tous ses citoyens à l'électricité en 2025 grâce au passage de sa puissance installée de 4 566 MW à 17 300 MW.

## Principales centrales hydroélectriques

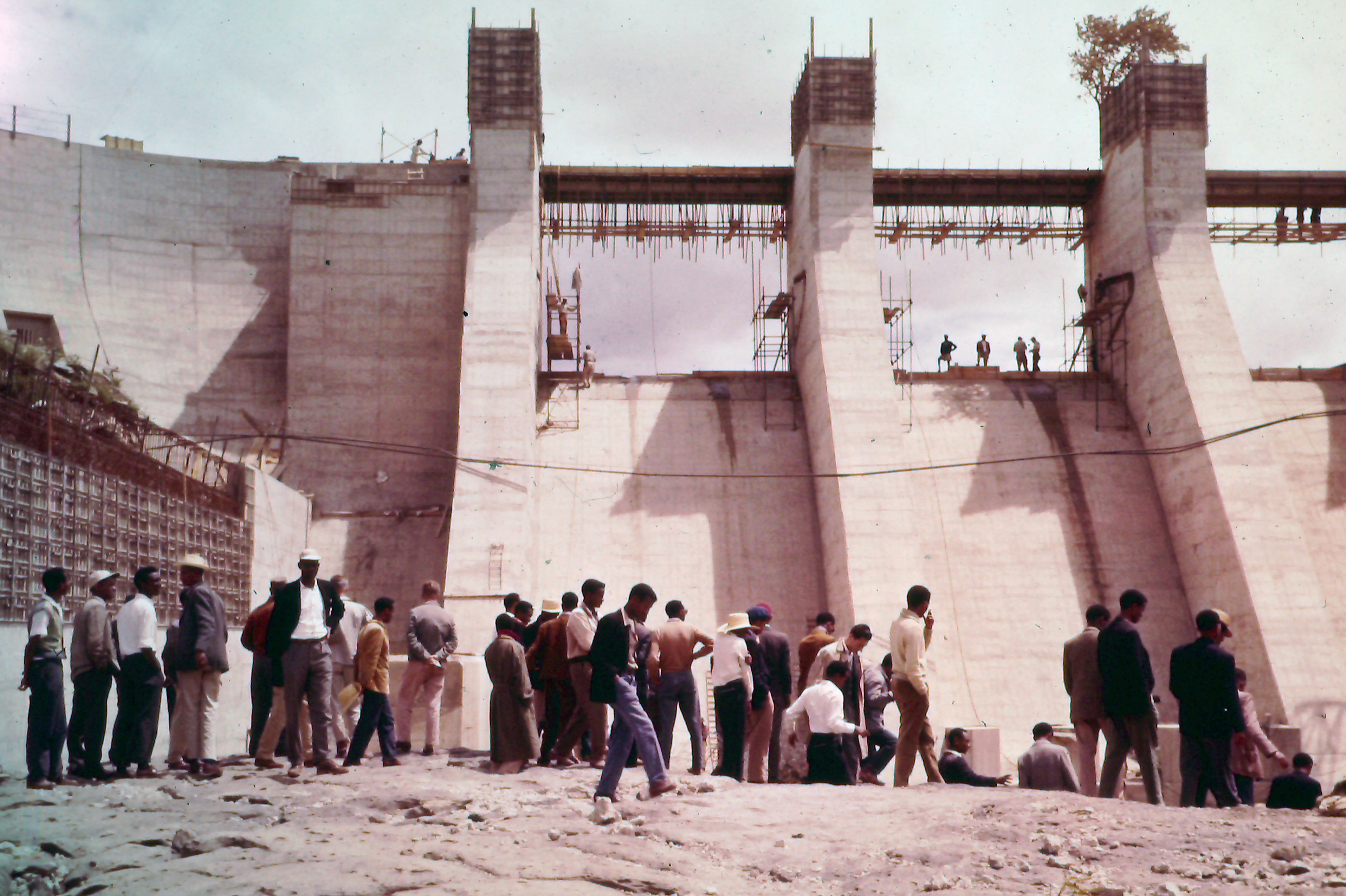
Barrage de Koka, avant son achèvement en 1960.

### Aménagement de la rivière Omo
L'aménagement de la rivière Omo comprend déjà, en 2016, trois barrages en cascade, et plusieurs autres sont en construction ou en projet :
- La première centrale, celle du barrage de Gilgel Gibe I, d'une capacité de 184 MW[10] a été mise en service en 2004.
- La centrale Gilgel Gibe II (420 MW), utilise les eaux issues de Gilgel Gibe I qui sont déviées vers la rivière Omo par un tunnel de 26 km pour exploiter une chute d'environ 500 mètres ; le maître d’œuvre italien Salini a commandé en février 2005 à Voith Siemens Hydro pour 80 M$ (millions de dollars) quatre groupes turbine/générateur et autres équipements, dont la plupart ont été fabriqués au Brésil. La centrale a été mise en service en janvier 2010[11].
- Le barrage Gilgel Gibe III, la troisième chute équipée sur la rivière Omo et son affluent Gibe, est l'un des plus hauts du monde : 243 mètres, sa longueur est de 670 mètres. L'équipement hydro-mécanique a été financé à 85 % par Industrial and Commercial Bank of China (ICBC). L'aménagement inclut une ligne de transport à double circuit de 400 kV pour évacuer la production annuelle d'environ 6 400 GWh vers le réseau. Cette ligne a été financée pour 99,7 M$ (millions de dollars) par l'Export-Import Bank of China. La construction a commencé en juillet 2006 et, du fait de l'éloignement du site, l'aménagement incluait un aéroport, un pont de 120 mètres, 75 km de nouvelles routes nationales, 40 km de routes sur site, plus une cité pour la main-d’œuvre. La première unité a été mise en service comme prévu en octobre 2015 et la ligne de transport a été mise sous tension en septembre 2016[11]. Après la mise en service des deux premiers groupes en 2015, les huit autres devraient démarrer en 2016[2].
- Le barrage de Koysha (anciennement Gilgel Gibe IV), d'une capacité de 2 160 MW, est en construction depuis 2016, et doit être achevé dans les années 2020.

### Aménagement du Nil Bleu

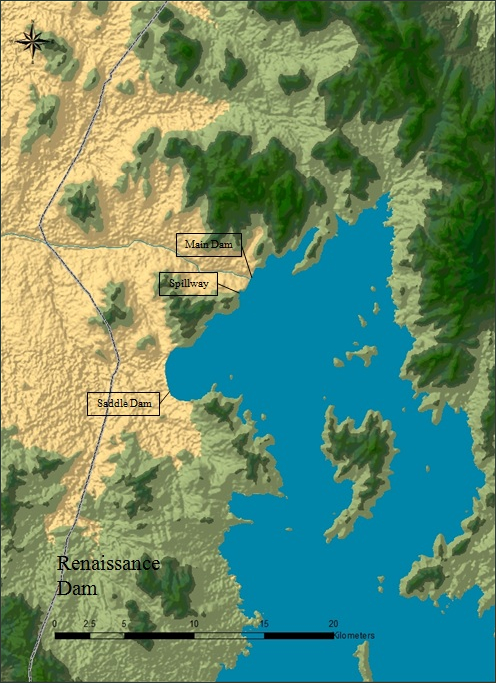
Plan du barrage de la Renaissance, avec le barrage principal (main dam), le barrage secondaire (saddle dam) et le déversoir (spillway).

En avril 2011, EEPCo a commencé la construction du projet Grand Renaissance Dam (GRD), connu aussi comme le Grand Millennium Dam, financé principalement par le gouvernement éthiopien par l'émission d'obligation par la National Bank of Ethiopia. Le projet est situé sur le cours inférieur de la rivière Abay (Nil bleu) à environ 30 km de la frontière soudanaise. Le barrage principal sera haut de 155 mètres et long de 1 780 mètres avec un barrage secondaire haut de 45 mètres et long de 4,8 km long pour compléter la retenue du réservoir. La centrale de rive gauche sera équipée de groupes Harbin de 350 MW et la centrale de rive droite de groupes Alstom de 375 MW selon un contrat annoncé en juillet 2013. En avril 2013, la Chine a accordé un prêt de 1 000 M$ au gouvernement éthiopien pour une ligne de transport à double circuit de 500 kV longue de 619 km liant la centrale à Addis-Abeba. La majorité des fonds viendra de l'Export-Import Bank of China. Le barrage de la Grande Renaissance est une promesse de prospérité pour le pays, dont les besoins en électricité sont en hausse de 30 % par an. À terme, selon les autorités locales, il aura la capacité de produire 6 000 MW et permettra au pays d'accroître ses exportations d'électricité vers ses voisins (Soudan, Djibouti, Kenya, Sud-Soudan et Yémen). Les revenus de l'exportation d'électricité qui résulteront des nouveaux projets hydrauliques sont estimés à 730 M€ (millions d'euros) par an à partir de 2017. Une manne qui aidera à réduire le déficit commercial éthiopien qui atteint 9 milliards de dollars, car le pays importe beaucoup. Le projet du barrage de la Grande Renaissance a été réalisé au tiers. Il faudra compter 5 à 7 ans, selon l'organisation « International Rivers » pour remplir le réservoir qui pourra contenir 70 milliards de mètres cubes d'eau. Commencé en 2011, il a été financé par le gouvernement et par le peuple éthiopien comme par la diaspora, qui a souscrit à des obligations « barrage ». Le coût total est évalué à 4,7 milliards de dollars.
L'utilisation des eaux du Nil Bleu pour la production d'électricité et surtout pour l'irrigation est source de conflits avec les pays situés en aval : Soudan et Égypte, car le Nil Bleu fournit 59 % des eaux du Nil ; le président égyptien a même menacé l'Éthiopie de guerre lorsqu'elle a lancé les travaux du barrage de la Renaissance,. Une étude publiée en 2010 montre pourtant, grâce à la simulation informatique d'un fonctionnement coordonné des réservoirs existants et en projet sur le Nil, qu'un tel fonctionnement pourrait avoir des effets bénéfiques pour l'ensemble des pays concernés en réduisant de 2,5 Gm3 (milliards de mètres cubes) l'évaporation sur le réservoir d'Assouan, en augmentant la production d'électricité de 38,5 TWh, en particulier grâce au stockage, et en étendant de 5,5 % les terres irriguées du Soudan. En mars 2015, un accord a été signé entre l'Égypte, le Soudan et l'Éthiopie, portant sur la répartition de l'eau, et plus particulièrement le barrage de la Renaissance. Par cet accord, l’Éthiopie s'engage à faire en sorte que le projet Renaissance ne diminuera pas de façon significative la disponibilité de l'eau en aval. L’Éthiopie, le Soudan et l’Égypte ont choisi deux entreprises françaises pour mener des études d’impact du Grand barrage de la renaissance éthiopienne, à moins d’un an de la fin des travaux.
Les négociations du début octobre 2019 à Khartoum entre l'Égypte, le Soudan et l'Éthiopie ont abouti à une impasse. L'Égypte souhaite que le lac de retenue du GERD soit rempli le plus lentement possible, en près de quinze ans, alors que Gideon Asfaw, le ministre de l'Eau à Addis Abeba, propose quatre à sept ans. L'Égypte exige une garantie d'un débit de 41 milliards de mètres cubes par an. L'Éthiopie refuse de s'engager sur un chiffre, mais laisse entendre qu'elle pourrait accorder 30 milliards de mètres cubes. L'Égypte fait miroiter à l'Éthiopie, la possibilité d'exporter ses marchandises vers la Méditerranée via son territoire si Addis Abeba assouplissait sa position sur le GERD.

### Liste des principales centrales éthiopiennes
Les principales centrales éthiopiennes sont, par ordre chronologique :
| Centrale         | Rivière                                       | Localité     | Province | Mise en service | Puissance (MW) | Production moyenne (GWh) | Hauteur de chute |
| Koka             | Awash                                         | Misraq Shewa | Oromia   | 1960            | 42             | 110                      | 32-42            |
| Awash II & III   | Awash                                         |              | Oromia   | 1966-71         | 64             |                          |                  |
| Fincha'a         | Fincha'a, affluent du Nil Bleu                | Finicha'a    | Oromia   | 1973            | 128            |                          |                  |
| Gilgel Gibe I,   | Gilgel Gibe, sous-affluent de l'Omo           | Jimma        | Oromia   | 2004            | 184            |                          |                  |
| Tekezé,          | Tekezé                                        | Mekele       | Tigré    | 2009            | 300            |                          |                  |
| Gilgel Gibe II,  | Omo                                           | Jimma        | Oromia   | 2010            | 420            | 1635                     | 500              |
| Tana Beles       | lac Tana, rivière Beles, affluent du Nil Bleu |              | Amhara   | 2010-12         | 460            | 1720                     | 350              |
| Gilgel Gibe III  | Omo                                           | Arba Minch   | RNNPS    | 2015-16         | 1870           | 6400                     |                  |
| Genale Dawa III, | Genale-Dawa                                   |              |          | 2020            | 256            | 1640                     |                  |
| Geba I,          | Geba                                          |              | Oromia   | 2018            | 220            | 935                      | 480              |
| Geab II,         | Geba                                          |              | Oromia   | 2018            | 165            | 853                      | 267              |

| Centrale                  | Rivière                     | Localité     | Province          | Construction | Puissance (MW) | Production moyenne (GWh) | Hauteur de chute |
| Barrage de la Renaissance | Nil Bleu                    |              | Benishangul-Gumuz | 2013-2022    | 5300           |                          |                  |
| Genale Dawa IV            | Genale-Dawa                 |              |                   | 2018-?       | 250            |                          |                  |
| Genale Dawa VI,           | Genale-Dawa                 |              | Région Somali     | 2017-2021    | 248            | 1231                     |                  |
| Chemoga Yeda              | affluent du Nil Bleu,       | Debre Marqos | région Amhara     |              | 280            | 1194                     | 761              |
| Upper Dabus,              | Dabus, affluent du Nil Bleu |              |                   | 2017-2021    | 326            |                          |                  |
| Koysha                    | Omo                         |              | RNNPS             | 2016-2021    | 2160           | 6460                     |                  |
| Gilgel Gibe V             | Omo                         |              | RNNPS             |              | 660            |                          |                  |
| Halele Worabesa,          |                             |              |                   |              | 436            |                          |                  |
| Baro                      | Baro                        |              |                   |              | 896            |                          |                  |
| Karadobi                  | Nil Bleu                    |              |                   |              | 1600           |                          |                  |
| Mandaya,                  | Nil Bleu                    |              |                   |              | 2000           | 12200                    |                  |
| Beko-Abo                  | Nil Bleu                    |              |                   |              | 2000           | 12100                    |                  |
| Border                    | Nil Bleu                    |              |                   |              | 800            | 7000                     |                  |

## Impact environnemental des barrages
Les barrages géants construits ou en construction en Éthiopie auront des impacts très importants sur les équilibres écologiques des régions situées en amont :
- les barrages construits sur la rivière Omo, en particulier le barrage Gilgel Gibe III, ainsi que les projets d'irrigation associés, sont accusés de mettre en danger l'alimentation du lac Turkana qui pourrait ainsi devenir « la Mer d'Aral de l'Afrique orientale » ; le lac Turkana reçoit en effet 90 % de ses eaux de la rivière Omo ; le remplissage du réservoir du barrage va réduire fortement les apports au lac pendant plusieurs années, puis les prélèvements pour l'irrigation (la plantation de sucre de Kuraz consommerait 28 % des eaux de l'Omo) ainsi que l'évaporation des eaux du réservoir vont réduire l'alimentation du lac de façon permanente, si bien que son niveau pourrait à terme baisser de 22 mètres sur une profondeur moyenne actuelle de 30 mètres ; le barrage réduira également les apports de sédiments, vitaux pour la flore, la faune et les habitants de la vallée et du lac[33].
- l'impact du barrage Renaissance sera également très important : il submergera 1 680 km2 de forêt au nord-ouest de l'Éthiopie et créera un réservoir presque deux fois aussi grand que le Lac Tana, le plus grand lac naturel du pays. Environ 20 000 personnes seront déplacées pour le projet. Pendant le remplissage du réservoir, qui pourrait durer sept ans, le débit du Nil sera notablement réduit (jusqu'à 25 % pour l'Égypte) pour les pays situés en aval[34].